# Morgan +8
Morgan +8 är en sportbil, tillverkad av den brittiska biltillverkaren Morgan mellan 1968 och 2004. Våren 2012 återkom modellen på programmet, nu baserad på den modernare Morgan Aero 8.

## +8 (1968-2004)
Morgan Motor Company hade byggt Plus 4-modellen med fyrcylindrig Triumph TR-motor sedan 1950, men i slutet av sextiotalet lade Triumph ned produktionen av motorn och Morgan fick se sig om efter en ny leverantör. Valet föll på Rover, som just förvärvat rätten att tillverka en V8-motor i aluminium från Buick.
Morgan +8 introducerades 1968. Bilen fick ett kraftigare chassi med längre hjulbas och bredare spårvidd än företrädaren, men i övrigt följde den principerna från Morgans första fyrhjuling från 1936. Motorn på 3,5 liter uppdaterades i flera omgångar under åren varefter reglerna för avgasrening skärptes. Från 1990 erbjöds en större motor på 3,9 liter från Range Rover och från 1996 även en 4,6-litersmotor.
2004 lade Rover slutligen ner tillverkningen av V8-motorn och Plus 8-modellen ersattes av Morgan Roadster.

### Motor
| Modell | Motor             | Cylindervolym | Effekt     | Bränslesystem      |
| ------ | ----------------- | ------------- | ---------- | ------------------ |
| 3.5    | 8-cyl V-motor ohv | 3528 cm³      | 168-190 hk | Dubbla förgasare   |
| 3.9    | 8-cyl V-motorohv  | 3947 cm³      | 200 hk     | Bränsleinsprutning |
| 4.6    | 8-cyl V-motorohv  | 4552 cm³      | 220 hk     | Bränsleinsprutning |

## +8 (2012-18)
Den senaste generationen +8 delar chassi och motor med Aero 8-modellen medan karossen är Morgans traditionella med rötter i 1930-talet. Chassit i aluminium har individuell hjulupphängning runt om och motorn kommer från BMW.

### Motor
| Modell | Motor              | Cylindervolym | Effekt | Bränslesystem     |
| ------ | ------------------ | ------------- | ------ | ----------------- |
| Plus 8 | 8-cyl V-motor DOHC | 4799 cm³      | 367 hk | Direktinsprutning |